# Province de Khouribga
La province de Khouribga est une subdivision à dominante rurale de la région marocaine de Béni Mellal-Khénifra. Elle tire son nom de son chef-lieu, Khouribga.

## Histoire
La province de Khouribga a été créée en 1967 – décret royal no 701-66 du 10 juillet – par démembrement de la province de Casablanca.

## Géographie
La province de Khouribga, d'une superficie de 4 250 km2, est située au nord-ouest de la région de Béni Mellal-Khénifra et est limitée par :  
- les provinces de Benslimane et de Khemisset au nord ;
- la province de Khénifra à l'est ;
- les provinces de Béni Mellal et de Fquih Ben Salah au sud ;
- la province de Settat à l'ouest[9].

Son climat est de type continental sec, avec des précipitations inférieures à 300 mm/an.